# Río Chrysus
Río Chrysus (traducido al español por río Criso) es el nombre con el que supuestamente se denominaba al río Guadalete (situado en el sur de España), durante un período de la Edad Antigua, aunque no encontramos evidencias arqueológicas que lo demuestren. Otras hipótesis apuntan a que podría corresponderse con el río Guadiaro.
Según algunas fuentes clásicas, se encontraba cerca de las columnas de Hércules y su desembocadura pertenecía a la vertiente atlántica (suroeste de la península ibérica). Alrededor de este habitaban diferentes etnias culturales como: los fenicios, los masienos, los cilbicenos y los tartesios.

## Cronología.
Su cronología se corresponde con la llegada de los primeros fundadores y pobladores (griegos y fenicios) al Sur de la península ibérica, alrededor del siglo XII-XI a. C., dado que diversas fuentes y restos arqueológicos nos demuestran la existencia de un asentamiento fenicio en Cádiz desde el 1104 a. C., así como algunos testimonios acerca de la presencia griega en la zona. Así mismo, se han encontrado restos arqueológicos de época más tardía que evidencian la presencia griega y fenicia en este entorno, como es el caso del casco griego perteneciente al 630 a. C. encontrado a orillas del río Guadalete.

## Origen del nombre y posibles hipótesis.
Chrysus deriva de “Crisaor”, hijo de Poseidón y Medusa, padre de Gerión (según la mitología griega, llamado así por haber nacido con una espada de oro en la mano).
Según algunas hipótesis, pudo llamarse así ya que Crisaor fue el primer rey de Tartessos (que se corresponde con la zona geográfica donde se encontraba, descrita por Avieno); otras apuntan a que posiblemente fueran los griegos quienes lo nombraran de esta forma, debido a que por aquel entonces habían fundado “el Puerto de Menestheus” (actual puerto de Santa María), donde se encontraba la desembocadura de este (actual río Guadalete). En cambio, algunos apoyan la hipótesis de que realmente se tratara del río Guadiaro, ya que ninguna fuente describe con exactitud ni su morfología ni su posición geográfica.
Posteriormente, según algunos autores que apoyan la idea de que se tratase del río Guadalete, cambaría el hidrónimo de "Chrysus" por el de "Lete" (que se traduciría por “río del olvido”), tras una batalla entre fenicios y griegos a orillas de este. Esta contienda finalmente se resolvió con el uso de la diplomacia y no de la guerra, celebrándose una ceremonia de reconciliación entre ambos bandos y olvidando las antiguas ofensas, lo que explica que pasara a denominarse de esta forma.